# Arrondissement de Hildesheim
L'arrondissement de Hildesheim est un arrondissement  ("Landkreis" en allemand) de Basse-Saxe  (Allemagne).
Son chef-lieu est Hildesheim.

## Villes, communes et communautés d'administration
(Nombre d'habitants en 2013)
Einheitsgemeinden
| - 1. Alfeld (Leine), ville (19 138) - 2. Algermissen (7 900) - 3. Bad Salzdetfurth, ville (13 229) - 4. Bockenem, ville (9 926) - 5. Diekholzen (6 614) - 6. Elze, ville (8 852) - 7. Freden (Leine) (4 821) - 8. Giesen (9 694) - 9. Harsum (11 614) | - 10. Hildesheim, grande ville autonome (99 224) - 11. Holle (7 198) - 12. Lamspringe (5 801) - 13. Nordstemmen (12 158) - 14. Sarstedt, ville (18 353) - 15. Schellerten (8 138) - 16. Sibbesse (6 082) - 17. Söhlde (7 823) |

Samtgemeinden avec leurs communes membres
* Siège de la Samtgemeinde
| - 1. Samtgemeinde Leinebergland (de) (18 765 1. Duingen, Flecken (5 087) 2. Eime, Flecken (2 644) 3. Gronau, Stadt * (11 034 |

## Administrateurs de l'arrondissement
- 1885-1896 Otto Hesse (de)
- 1896-1902 Hans Ukert
- 1902-1922 Eduard Heye
- 1922-1929 Max Stiff
- 1929-1937 Erich Hippler (de)
- 1937-1943 Hans Joachim Porath
- 1943-1945 Albert Schneider
- 1958-1961 Willi Plappert (de)
- 1961-1974 Kurt Grobe (de)
- 1974-1974 Erich Franzke (de)
- 1974-1996 Friedrich Deike (de)
- 1996-2006 Ingrid Baule
- 2006-2016 Reiner Wegner (de)
- depuis 2016 Olaf Levonen (de)